# Bertha Gutiérrez
Pour les articles homonymes, voir Gutiérrez.
Bertha Gutiérrez est une karatéka mexicaine née le 12 juin 1985 à Guadalajara. Elle a remporté la médaille d'or en kumite moins de 61 kg aux Jeux panaméricains de 2011 à Guadalajara après avoir remporté une médaille de bronze kumite open aux championnats panaméricains de karaté 2011, également dans sa ville natale.